# Matías Bühler
Matías Bühler (Buenos Aires, Argentina, 15 de enero de 1983) es un deportista suizo que compitió en vela en la clase Nacra 17.
Ganó una medalla de bronce en el Campeonato Mundial de Nacra 17 de 2013. Participó en los Juegos Olímpicos de Río de Janeiro 2016, ocupando el séptimo lugar en la clase Nacra 17.

## Palmarés internacional
| \| Campeonato Mundial \| Campeonato Mundial \| Campeonato Mundial \| Campeonato Mundial \| \| Año \| Lugar \| Medalla \| Clase \| \| ------------------ \| ---------------------- \| ------------------ \| ------------------ \| \| 2013 \| La Haya (Países Bajos) \| Medalla de bronce \| Nacra 17 \| |                        |                   |          |
| Campeonato Mundial |                        |                   |          |
| Año | Lugar                  | Medalla           | Clase    |
| 2013 | La Haya (Países Bajos) | Medalla de bronce | Nacra 17 |